# Гипорхема
Гипорхема (греч. ὑπόρχημα) — вид оживлённого мимического танца, который сопровождал песни, использовавшиеся при поклонении Аполлону, особенно у дорийцев. Его исполняли мужчины и женщины. Был схож с гераносом (γερανός), ритуальным «журавлиным танцем», связанным с Тесеем.
Хор певцов на празднествах Аполлона обычно танцевал вокруг алтаря, тогда как несколько других лиц назначались для сопровождения действия песни соответствующим мимическим исполнением. Гипорхема, таким образом, была лирическим танцем и часто переходила в игривый и комический жанр, поэтому Афиней сравнивает её с кордаксом комедии. Согласно предположению Мюллера, гипорхема, как и вся музыка и поэзия дорийцев, зародилась на Крите, но в ранний период была завезена на остров Делос, где, по-видимому, продолжала исполняться вплоть до времени Лукиана.
Схожим танцем был геранос (танец журавля), который, как считается, исполнял Тесей по возвращении с Крита на Делосе и который был традиционным на этом острове ещё во времена Плутарха. Вождя этого танца называли геранулкос. Танец включал удары, различные повороты и изгибы и, как считалось, представлял собой пластическую имитацию извилин критского лабиринта. Когда хор отдыхал, он образовывал полукруг с лидерами на двух флангах.
Стихи или песни, которые сопровождались гипорхемой, назывались гипорхематами. Первым поэтом, которому приписывают такие стихи, был Фалет с Крита; их характер, должно быть, соответствовал игривости танца, носившего то же название и сопровождавшего их. Фрагменты гипорхемат Пиндара подтверждают это предположение, ибо их ритмы особенно легки и имеют подражательный и изобразительный характер. Вероятно, в ещё большей степени эти характеристики были свойственны гипорхематическим песням Фалета.